# Piabuna brevispina
Piabuna brevispina är en spindelart som beskrevs av Chamberlin och Ivie 1935. Piabuna brevispina ingår i släktet Piabuna och familjen flinkspindlar. Inga underarter finns listade i Catalogue of Life.